# Johnny et Clyde
Pour plus de détails, voir Fiche technique et Distribution.
Johnny et Clyde (Johnny and Clyde) est un film américain réalisé par Tom DeNucci, sorti en 2023.

## Synopsis
Johnny et Clyde, deux tueurs en série, veulent braquer le casino dirigé par Alana Hart.

## Fiche technique
- Titre : Johnny et Clyde
- Titre original : Johnny and Clyde
- Réalisation : Tom DeNucci
- Scénario : Tom DeNucci et Nick Principe
- Musique : Jason Soudah
- Photographie : Glenn Ciano
- Montage : Katerina Valenti
- Production : Nick Koskoff, Paul Luba, Chad Verdi Jr., Chad A. Verdi et Michelle Verdi
- Société de production : Hyperborea Films, LaSalle Productions et Verdi Productions
- Société de distribution : Screen Media Films (États-Unis)
- Pays de production:  États-Unis
- Genre : Action, drame, thriller et film de casse
- Durée : 100 minutes
- Date de sortie : 
  - États-Unis : 5 mai 2023 (Internet)

## Distribution
- Megan Fox : Alana Hart
- Avan Jogia : Johnny
- Ajani Russell : Clyde
- Tyson Ritter : Guy
- Bai Ling : Zhang
- Vanessa Angel : Susan
- Robert LaSardo : Candlestick
- Armen Garo : Randall Lock
- Sean Ringgold : One Time
- Nick Principe : Butcher / Bakwas
- Charles W Harris III : Baker
- Brett Azar : Honey
- Sydney Jenkins : Pot
- Claudio Orefice : le riche magnat
- Fred Sullivan : The Elder
- Michael Zuccola : Cliff
- Chris Whitcomb : Mike
- Paul Mecurio : Jerry
- Katherine Schaber : Elizabeth Lock

## Distinctions
Le film reçoit le prix de la pire actrice pour Megan Fox et est nommé pour la pire second rôle féminin pour Bai Ling aux Razzie Awards. L'actrice Megan Fox remporte les deux prix consacrées à la pire actrice (ce film et celui du second rôle dans Expendables 4) la même année.